# Чибриков, Никита Дмитриевич
Ники́та Дми́триевич Чи́бриков (род. 16 февраля 2003, Москва) — российский хоккеист, нападающий. Мастер спорта России (2021).

## Клубная карьера
Начинал заниматься хоккеем в школе ЦСКА, также выступал за команду «Янтарь». В ходе сезона 2013/14 перешёл в школу московского «Динамо». Был одним из самых результативных игроков чемпионата Москвы в своём возрасте, в отдельных сезонах набирал более двух очков за игру. В 2019 году был переведён в молодёжную команду «Динамо», выступающую в МХЛ.
В 2020 году планировал перебраться в одну североамериканских лиг, но в итоге вместе с ещё двумя молодыми игроками «Динамо» был обменян в петербургский СКА. В первом сезоне в Санкт-Петербурге дебютировал не только МХЛ за «СКА-1946» и в ВХЛ за «СКА-Неву», но и в КХЛ за основную команду СКА. 2 октября 2020 года забил свою первую шайбу за СКА в КХЛ в ворота «Амура», став самым молодым автором шайбы армейцев в КХЛ (17 лет и 229 дней).
На драфте НХЛ 2021 года был выбран во 2-м раунде под общим 50-м номером клубом «Виннипег Джетс».
31 июля 2022 года в результате обмена стал игроком системы московского «Спартака». 1 мая 2023 года заключил трёхлетний контракт новичка с «Виннипег Джетс». Сезон 2023/24 отыграл в фарм-клубе «Манитоба Мус» из АХЛ. 18 апреля 2024 года в последнем матче регулярного чемпионата НХЛ дебютировал в составе «Виннипега». В матче против «Ванкувера» (4:2) забросил победную шайбу и был признан первой звездой встречи. Второй матч в НХЛ провёл 10 декабря 2024 года и набрал 2 очка (1+1) в третьем периоде игры против «Бостон Брюинз» (8:1).

## Карьера в сборной
Вызывался в юниорскую сборную России, начиная с 16-летнего возраста. В ноябре 2019 года в составе сборной 17-летних стал победителем мирового Кубка вызова, набрал на турнире 8 очков (3+5) в 6 матчах.
В феврале 2021 года дебютировал в национальной сборной России на шведском этапе Еврохоккейтура в игре против Финляндии. В возрасте 17 лет 11 месяца 26 дней стал третьим среди самых молодых игроков-дебютантов в истории сборной России. В своей второй игре, против Швеции, набрал своё первое очко.

## Статистика
| Легенда | Легенда                    | Легенда | Легенда                   | Легенда | Легенда    |
| ------- | -------------------------- | ------- | ------------------------- | ------- | ---------- |
| И       | Количество проведённых игр | Штр     | Штрафное время            | +/−     | Плюс-минус |
| Г       | Голы                       | П       | Голевые передачи          | О       | Очки       |
| -       | Статистика неизвестна      | —       | Статистика не учитывалась |         |            |